# Maslach Burnout Inventory

Le Maslach Burnout Inventory (MBI) est un questionnaire d'évaluation psychologique comprenant 22 items relatifs à des symptômes de l'épuisement professionnel. La forme originale du MBI a été développée par Christina Maslach et Susan E. Jackson. Le questionnaire prend 10 minutes à remplir. Le MBI mesure trois dimensions de l'épuisement professionnel : l'épuisement émotionnel, la dépersonnalisation, et l'accomplissement personnel.
Bien que le burnout ait été défini comme un syndrome combinant épuisement émotionnel, dépersonnalisation et perte d'accomplissement personnel, les créateurs du MBI indiquent explicitement que les trois entités sont à analyser et à interpréter séparément les unes des autres. Ainsi, en pratique, le MBI mesure trois entités indépendantes - l'épuisement émotionnel, la dépersonnalisation et l'accomplissement personnel - plutôt qu'un phénomène unifié - le burnout.
Il est notamment utilisé par la médecine du travail en France, par des médecins et des psychologues afin d'aider à établir un diagnostic.